# Iréne Ekelund
Pour les articles homonymes, voir Ekelund.
Iréne Ekelund (née le 8 mars 1997 au Pakistan) est une athlète suédoise, spécialiste des épreuves de sprint.

## Biographie
Son père suédois et sa mère angolaise travaillaient pour les Nations unies au Pakistan lors de sa naissance.
Elle se distingue en début de saison 2013 en établissant un nouveau record de Suède indoor senior du 200 mètres en 23 s 15. Elle participe en juillet aux championnats du monde cadets de Donetsk en Ukraine. Cinquième du 100 mètres en 11 s 62, elle remporte l'épreuve du 200 m en portant son record personnel à 22 s 92

## Palmarès
| Date | Compétition                   | Lieu     | Résultat | Épreuve   | Temps   |
| ---- | ----------------------------- | -------- | -------- | --------- | ------- |
| 2013 | Championnats du monde cadets  | Donetsk  | 5e       | 100 m     | 11 s 62 |
| 2013 | Championnats du monde cadets  | Donetsk  | 1re      | 200 m     | 22 s 92 |
| 2014 | Championnats du monde juniors | Eugene   | 6e       | 100 m     | 11 s 61 |
| 2014 | Championnats du monde juniors | Eugene   | 2e       | 200 m     | 22 s 97 |
| 2014 | Championnats d'Europe         | Zurich   | 6e       | 4 × 100 m | 44 s 36 |
| 2014 | Finnkampen                    | Helsinki | 1re      | 200 m     |         |
| 2014 | Finnkampen                    | Helsinki | 1re      | 4 x 100 m |         |

## Records
| Épreuve | Performance         | Lieu    | Date            |
| ------- | ------------------- | ------- | --------------- |
| 100 m   | 11 s 35 (+ 1,7 m/s) | Kil     | 8 juin 2013     |
| 200 m   | 22 s 92 (- 0,1 m/s) | Donetsk | 14 juillet 2013 |